# Theophil von Hansen

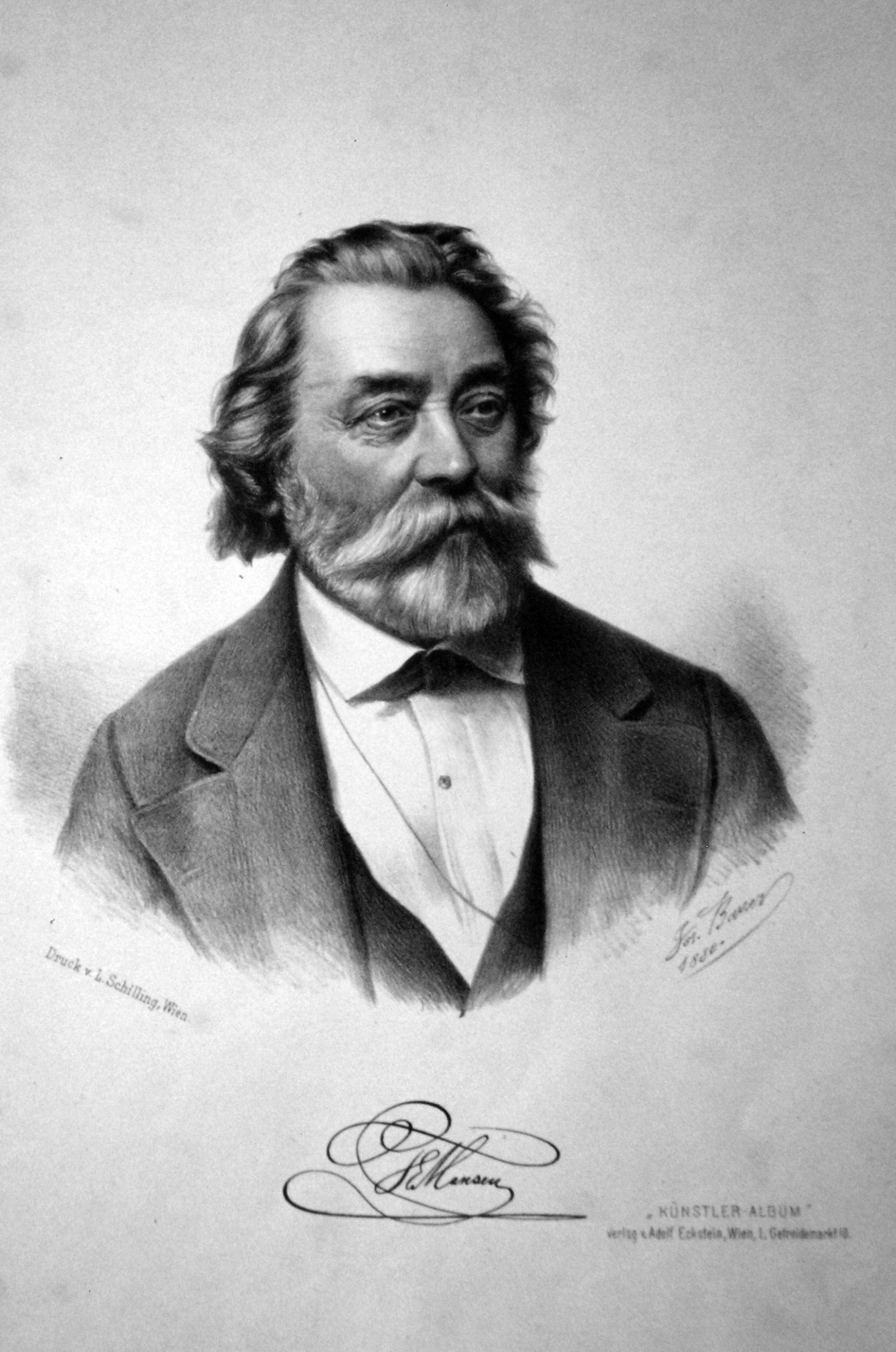
Theophil Hansen, Lithographie von Josef Bauer, 1880

Theophil Edvard Hansen, in Österreich ab 1867 Ritter von Hansen, ab 1884 Freiherr von Hansen (* 13. Juli 1813 in Kopenhagen; † 17. Februar 1891 in Wien) war ein dänisch-österreichischer Baumeister und Architekt des Klassizismus und Historismus.

## Leben

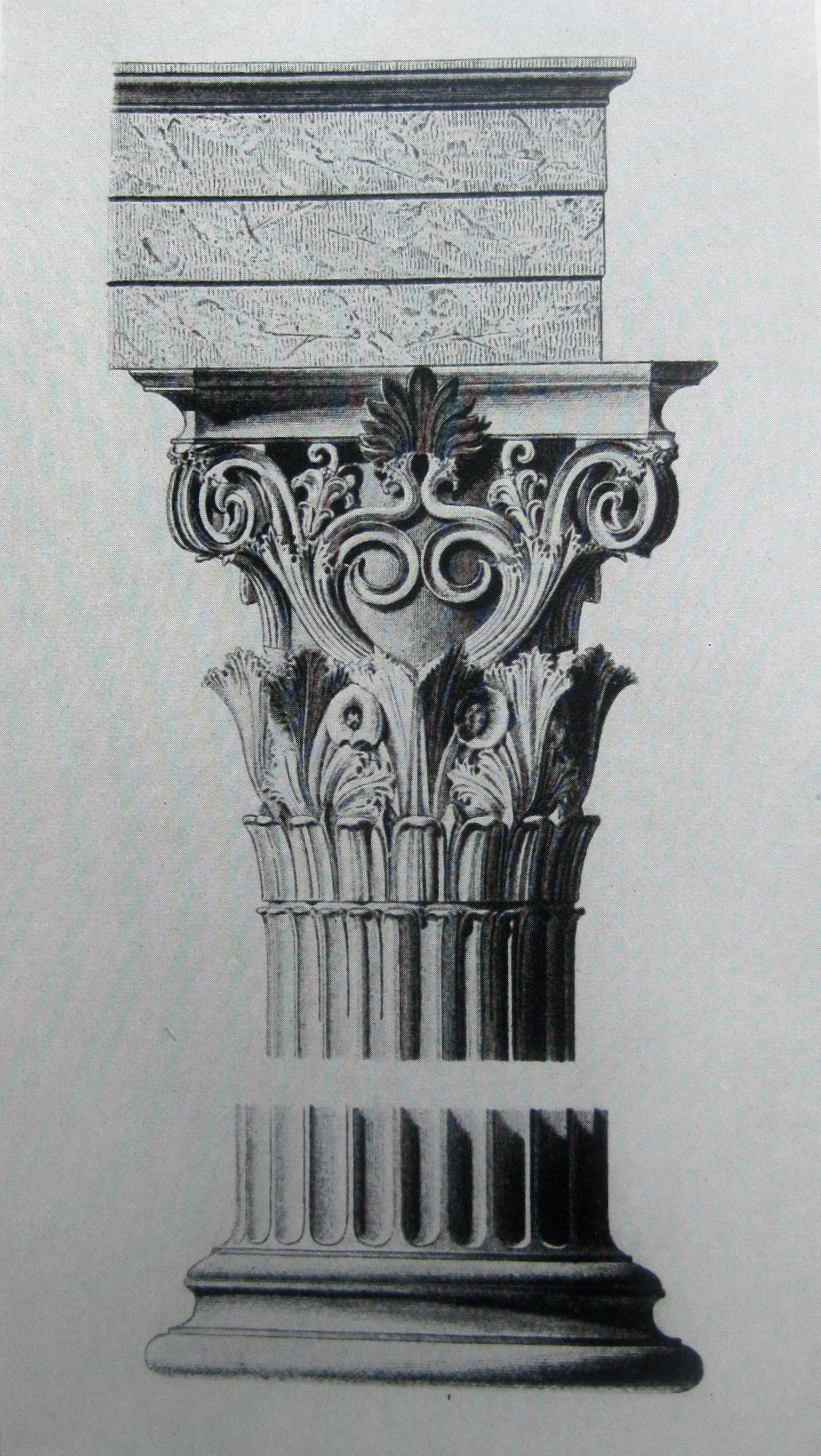
Restauration des Lysikratesmonumentes, Zeichnung von Hansen

Theophil Hansen war eines von sechs Kindern des Violinisten und Versicherungsangestellten Rasmus Hansen Braathen (1774–1824) aus Eiker (Buskerud, Norwegen) und von Sophie Elisabeth Jensen aus Nyboder bei Kopenhagen. Sein Bruder war der Architekt Hans Christian Hansen (1803–1883). Mit dem 1756 geborenen, eher römisch inspirierten dänischen Klassizismus-Vorreiter Christian Frederik Hansen waren sie nicht verwandt, lehnten sich jedoch mit ihrem starken Bezug zu Griechenland an sein Werk an: Beide Brüder bauten in Athen, also in Nachbarschaft der originalen Vorbilder auf der Akropolis.
Nach einer Lehrzeit bei Karl Friedrich Schinkel und seinem Studium in Wien zog Theophil Hansen 1837 nach Athen, wo er vor allem die griechische bzw. hellenistische Baukunst studierte. Hansen begann klassizistische Gebäudeentwürfe zu zeichnen, die den Athener Stadtplaner Eduard Schaubert (einen Geschäftspartner seines Bruders Hans Christian Hansen) überzeugten, ihn für Bauaufgaben zu empfehlen. Die Sternwarte von Athen war sein erster Bauauftrag, es folgten weitere Bauten. Hansen blieb acht Jahre in Athen. Hansens Bauführer in Athen war ab den 1860er Jahren der aus Sachsen stammende Architekt Ernst Ziller, ein Schüler Hansens.
Der griechisch-österreichische Bankier Georg Simon von Sina, der Hansens Bauten in Athen schätzte, holte ihn nach Wien (einer anderen Quelle nach wurde Hansen von Förster nach Wien geholt), damit er seine Wiener Bauprojekte in „griechischem Stil“ umsetze. Hansen arbeitete in Wien auch als Assistent von Ludwig Förster. Er heiratete dessen Tochter Sophie (1830–1851), die aber nach nur halbjähriger Ehe verstarb. Sie wurde auf dem Sankt Marxer Friedhof, damals noch vor den Toren der Stadt gelegen, begraben.
In seinen Anfängen, so beim k.k. Hof-Waffenmuseum im Arsenal in Wien, noch eher auf einen romantischen Stil ausgerichtet, wurde Hansen später zum herausragendsten Vertreter des an der Renaissance orientierten strengen Historismus (Neorenaissance), von ihm auch Wiener Stil genannt. Dieser Stil erstreckte sich bis in die kleinsten Details der Inneneinrichtung und nahm teilweise Züge eines Gesamtkunstwerks an. Das k.k. Hof-Waffenmuseum (heute Heeresgeschichtliches Museum) war der erste als solcher geplante Museumsbau in Wien und wurde unter der Leitung Hansens von 1850 bis 1856 erbaut, war aber erst 1869 erstmals öffentlich zugänglich. Hansen zog hier als Vorbild ein historisches Bauwerk heran: das von 1104 an errichtete Arsenal in Venedig. Er übernahm davon die byzantinischen Stilelemente und setzte noch gotisierende hinzu. Weiters wurde bei diesem Werk die Backsteinbauweise übernommen.
1858 begann der Abriss der Wiener Stadtmauern und der Bau der Wiener Ringstraße. Hansen wurde einer ihrer wichtigsten Architekten. Beim Bau der beiden Wiener Hofmuseen, des Kunsthistorischen Museums und des Naturhistorischen Museums gegenüber der Hofburg, kam sein Entwurf in den 1860er Jahren allerdings nicht zum Zug. Er hatte nämlich statt der verlangten zwei Bauten an den Seiten des Maria-Theresien-Platzes einen mächtigen, zentralen Baublock vorgeschlagen, den der Kaiser ablehnte. 1869 bis 1873 wurde am Schottenring das heute (unhistorisch) Palais Hansen genannte Gebäude (Hotel, später Amtsgebäude, heute wieder Hotel) nach Hansens Plänen errichtet. 1873 bis 1877 entstand nach seinen Plänen, ebenfalls am Schottenring, die Wiener Börse. Sein bekanntestes Werk wurde das 1883 eröffnete Reichsratsgebäude (Parlament), das im Stil eines attischen Tempels erbaut wurde und so auf die griechischen Anfänge der Demokratie verweist. Das von ihm erbaute, 1870 eröffnete Gebäude des Wiener Musikvereins verfügt mit dem sogenannten Goldenen Saal über einen der besten Konzertsäle der Welt. Seine vielbewunderte Akustik wird oft noch heute bei Konzertbauten nachgeahmt.
Hansen arbeitete bevorzugt mit dem Bildhauer Vincenz Pilz und dem Maler Carl Rahl zusammen, auch der junge Otto Wagner und Hans Wilhelm Auer waren unter seinen Mitarbeitern. 1888 wurde er von der Académie royale des Sciences, des Lettres et des Beaux-Arts de Belgique als assoziiertes Mitglied (Élu associé) aufgenommen. Hansen war ein bedeutender und geschätzter Lehrer, bereits zu seinen Lebzeiten wurde 1886 von seinen ihn verehrenden Schülern und Jüngern, darunter Otto Wagner und Louis von Giacomelli, der „Hansen-Club“ gegründet, der bis 1917 bestand.

## Werke

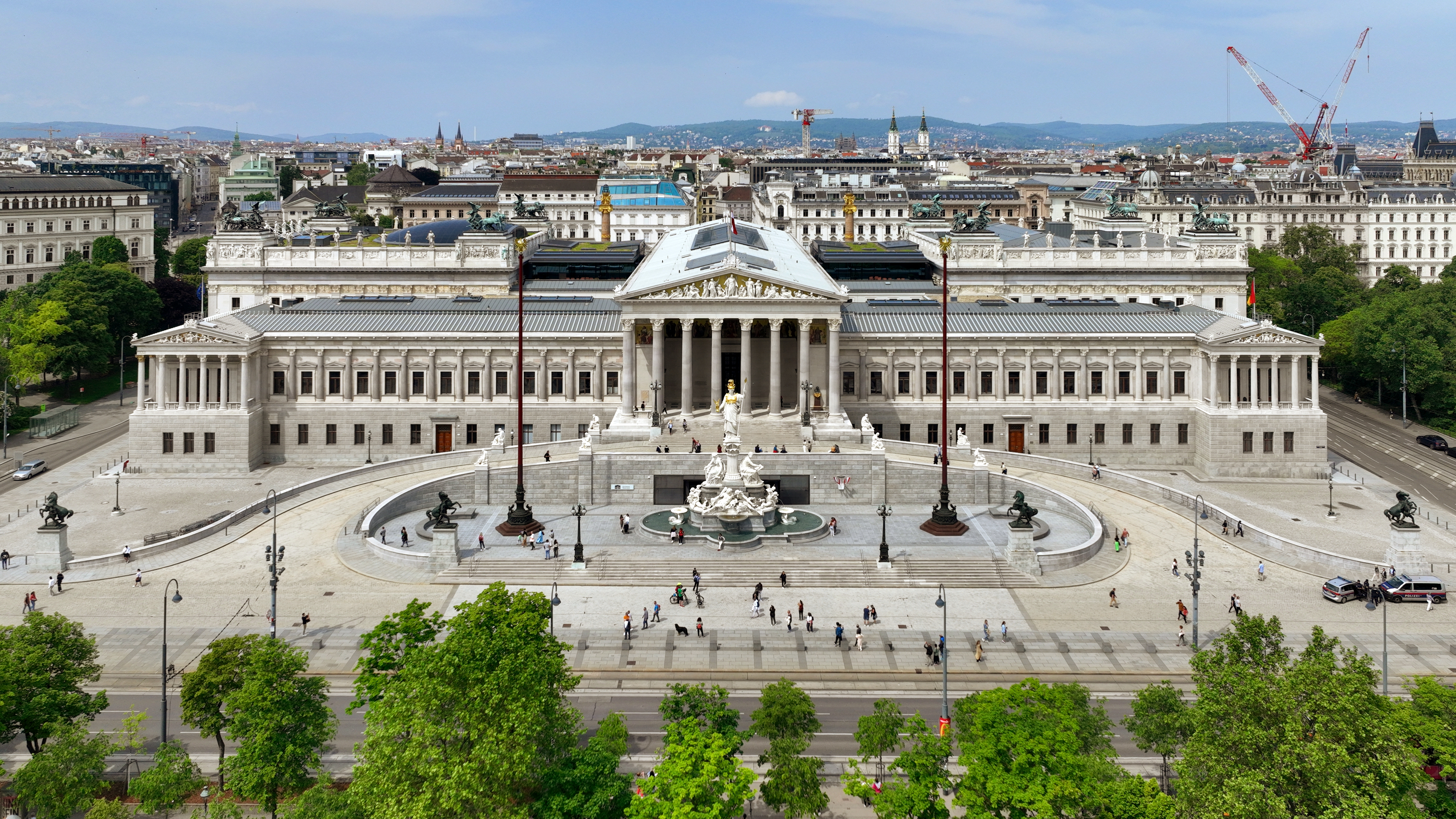
Parlament in Wien, Hauptwerk von Hansen

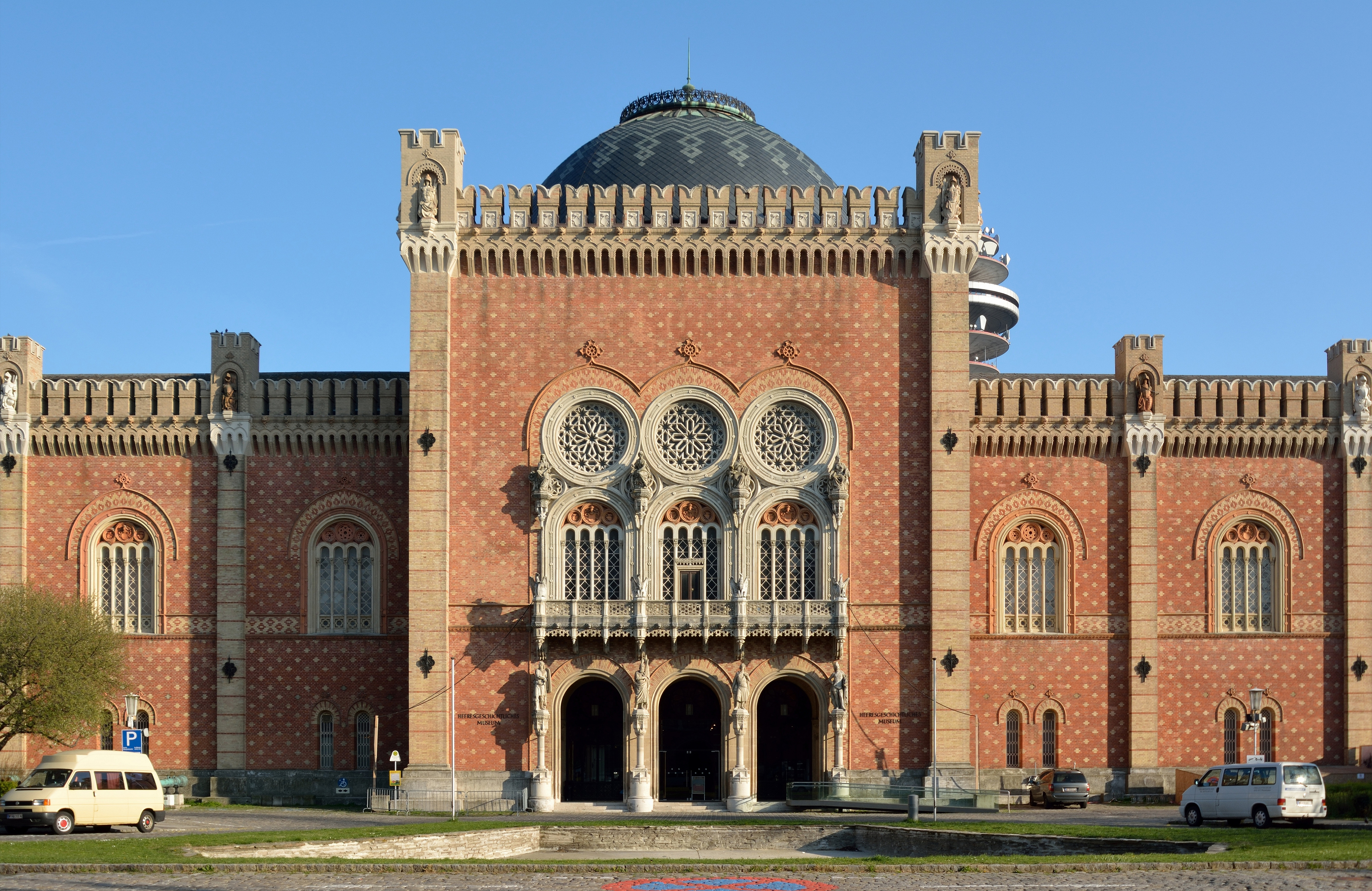
Arsenal Wien

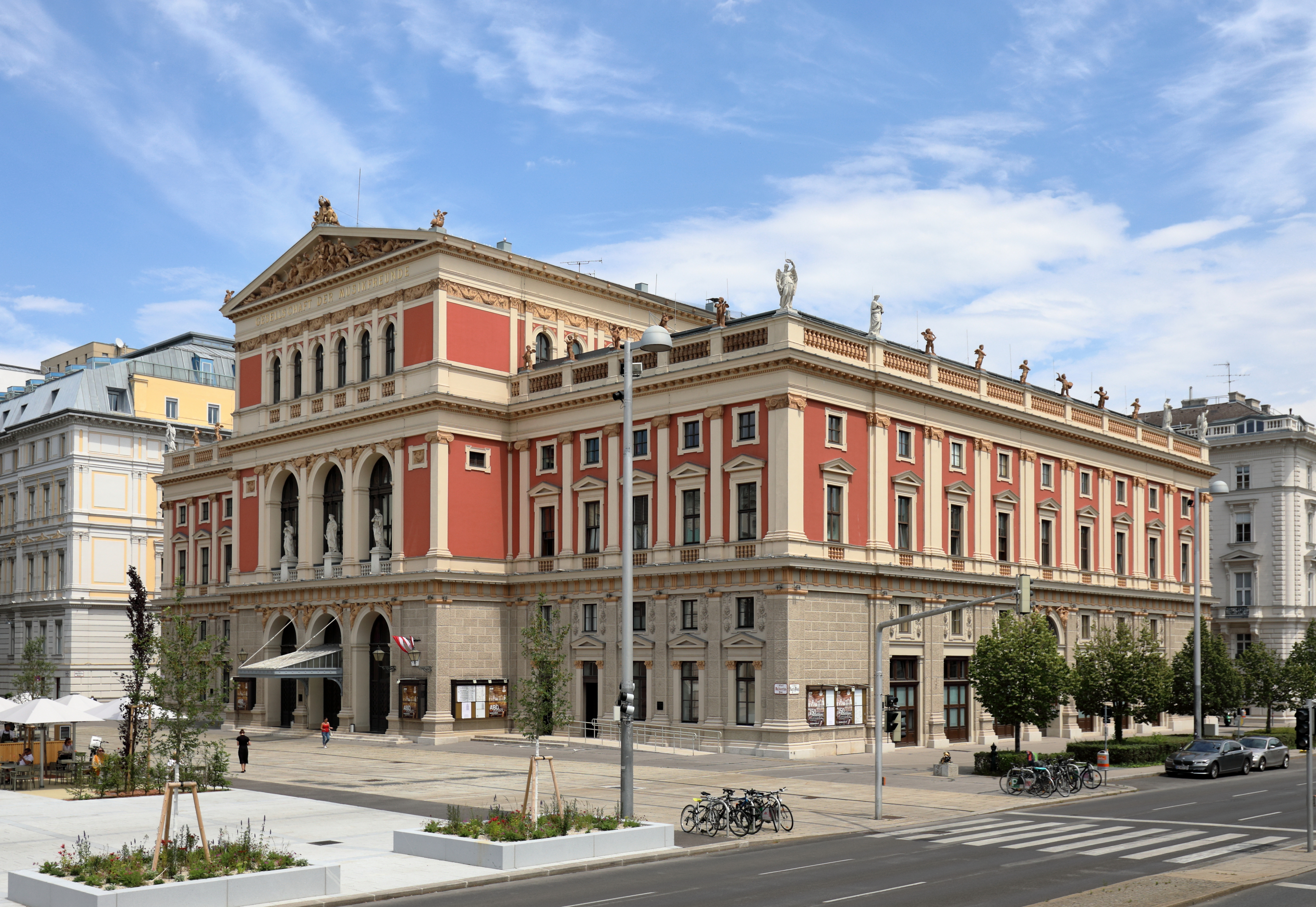
Musikverein Wien

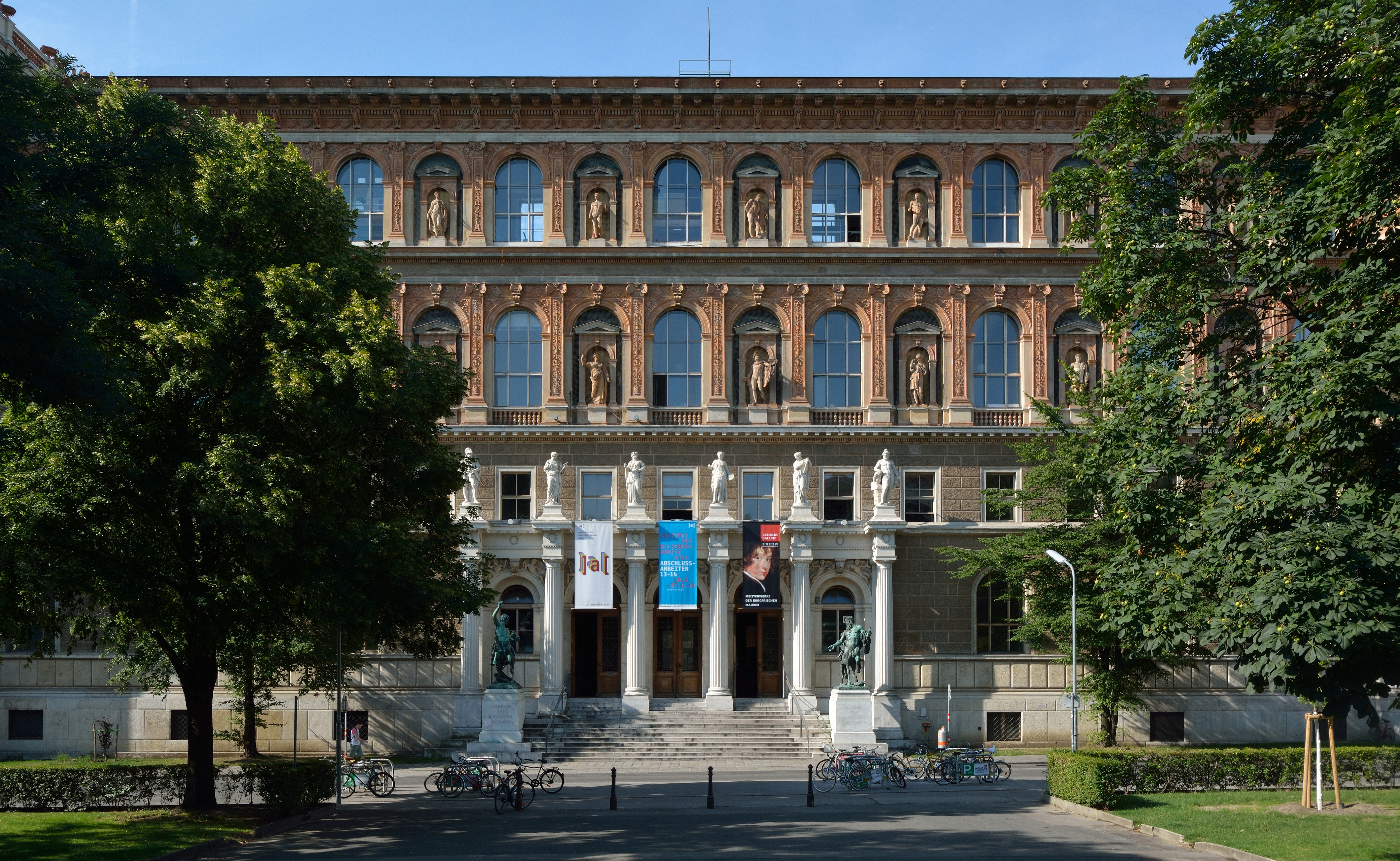
Akademie der bildenden Künste Wien

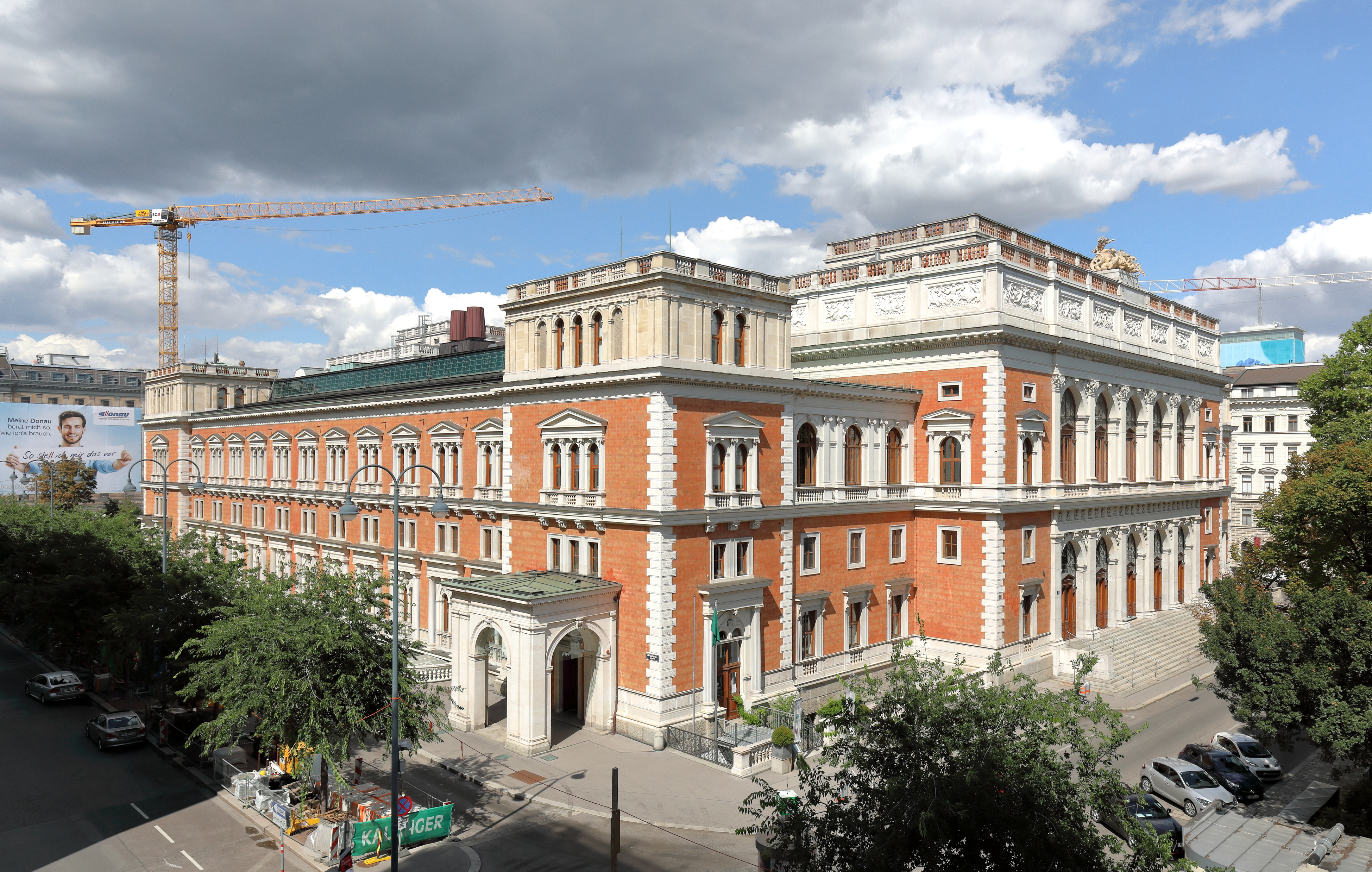
Börse Wien

(nach Fertigstellungsjahr gereiht; heutige Adressen)
- Kathedrale Mariä Verkündigung, Athen, 1842
- Sternwarte, Athen, 1843–46 (?)
- Palais Klein, Brünn, 1847–1848 (mit Ludwig Förster)
- Universität Athen, 1839–49 (erstes Gebäude der späteren „Athener Trilogie“)
- Jägerhaus (Jagdverwaltung des Schlosses Bad Vöslau), Roseggerstraße 19, 1851 (gemeinsam mit Ludwig Förster)
- k.k. Hof-Waffenmuseum, heute Heeresgeschichtliches Museum, im Arsenal, Wien 3., 1852–1856
- Akademie von Athen, ab 1856
- Krankenhaus der Stadt Patras, 1857
- Evangelische Christuskirche auf dem Matzleinsdorfer Friedhof, Wien 10., 1858
- Griechenkirche zur Heiligen Dreifaltigkeit, Wien 1., Fleischmarkt, 1856–1860 (Umbau)
- Evangelische Schulen, Wien 4., Karlsplatz 14, 1861
- Heinrichhof, Wien 1., Opernring, 1861/62 (1954 als Bombenruine abgerissen)
- Hotel Grande Bretagne, Athen, 1862 (ehemals Palais Dimitriou)
- k.k. Militär-Invalidenhaus, Lemberg, Galizien, 1854–1863, heute Universität für Katastrophenschutz
- Palais Todesco, Wien 1., Kärntner Straße 51 (Innenausstattung), Wien, 1861–1864
- Landeskrankenhaus St. Anna, Brünn, 1864–1868
- Palais Erzherzog Wilhelm (heute Sitz des OPEC Fund), Wien 1., Parkring, 1864–1868
- Musikverein, Wien 1., Musikvereinsplatz, 1864–1870
- Palais Epstein, Wien 1., Dr.-Karl-Renner-Ring, 1868–1872
- Palais Ephrussi, Wien 1., Universitätsring, 1872/73
- „Palais Hansen“, Wien 1., Schottenring 20–26, 1869–1873 (1873 Hotel, später Amtsgebäude, seit 2012 Kempinski-Hotel; Name nicht historisch)
- Vereinshaus, Brünn, 1871–1873 (heute Philharmonie)
- Schloss Rappoltenkirchen (Umbau), Sieghartskirchen, Niederösterreich, 1870–1874
- Palais Pražák, Brünn, 1872–1874, heute Museum für angewandte Kunst
- Akademie der Bildenden Künste, Wien 1., Schillerplatz, 1869–1876
- Wiener Börse, 1., Schottenring, 1874–1877 (mit Carl Tietz), gegenwärtig als Veranstaltungszentrum genutzt
- Villa Welzl in Ternitz, Niederösterreich, 1879[5]
- Schloss Hernstein, Niederösterreich, 1856–1880
- k.k. Reichsratsgebäude (Parlament), Wien 1., Dr.-Karl-Renner-Ring 3, 1874–1883
- Rudolf-Hof, Wien 9., Hörlgasse 15 (im Auftrag des Vereins zur Erbauung von Familienhäusern für k.k. Beamte, Benennung nach Kronprinz Rudolf), 1860–1883
- Zappeion, Athen, 1874–1888
- Neue evangelische Kirche, Kežmarok (Käsmark), Slowakei, 1879–1892
- Achilleion, Korfu (1880er Jahre: Bauzeichnungen; Auftrag an anderen Architekten)
- Villa in Pressbaum, Niederösterreich, Baujahr unbekannt[6]

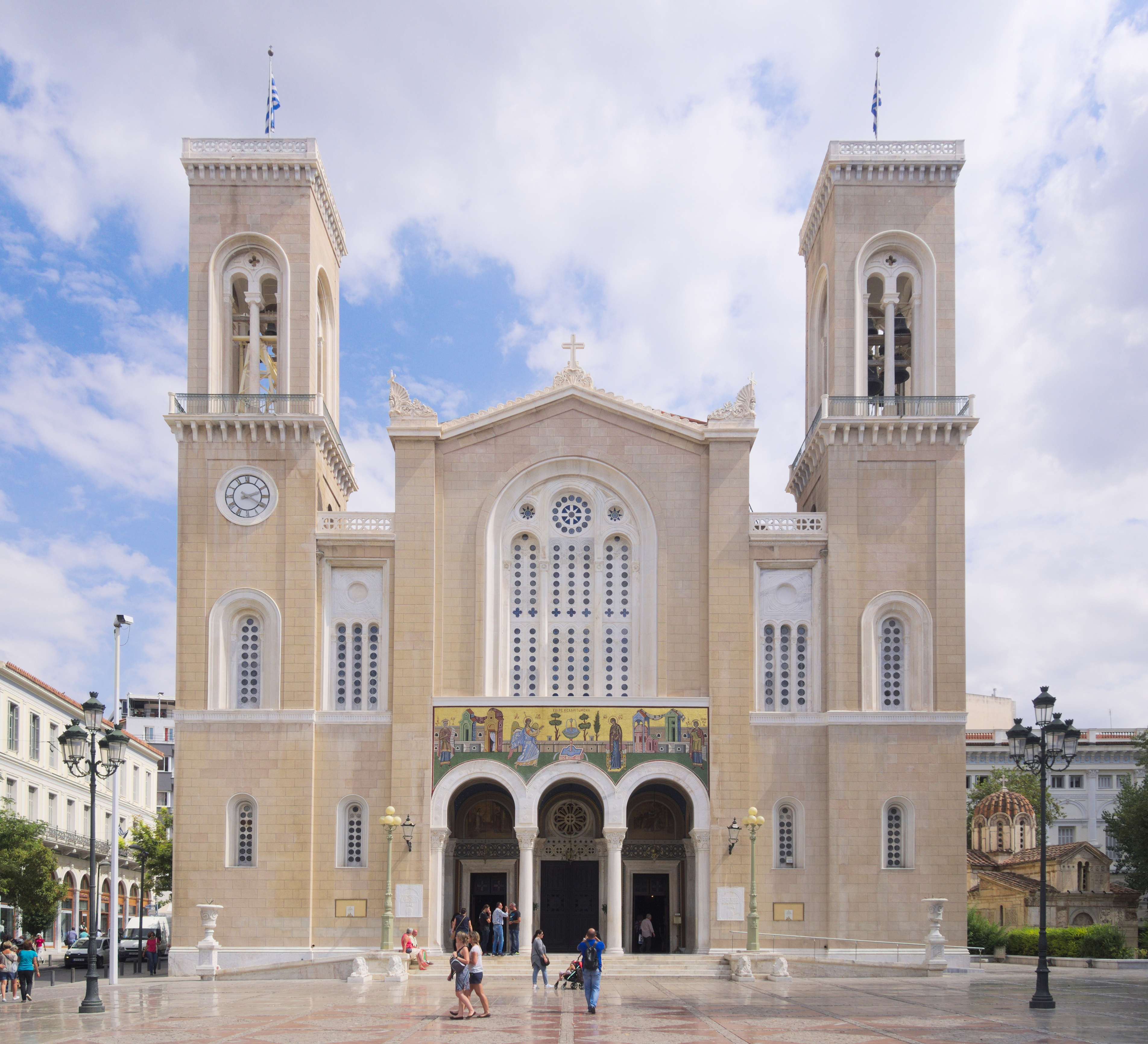
Metropolis Athen
Bibliothek Athen
Universität Athen
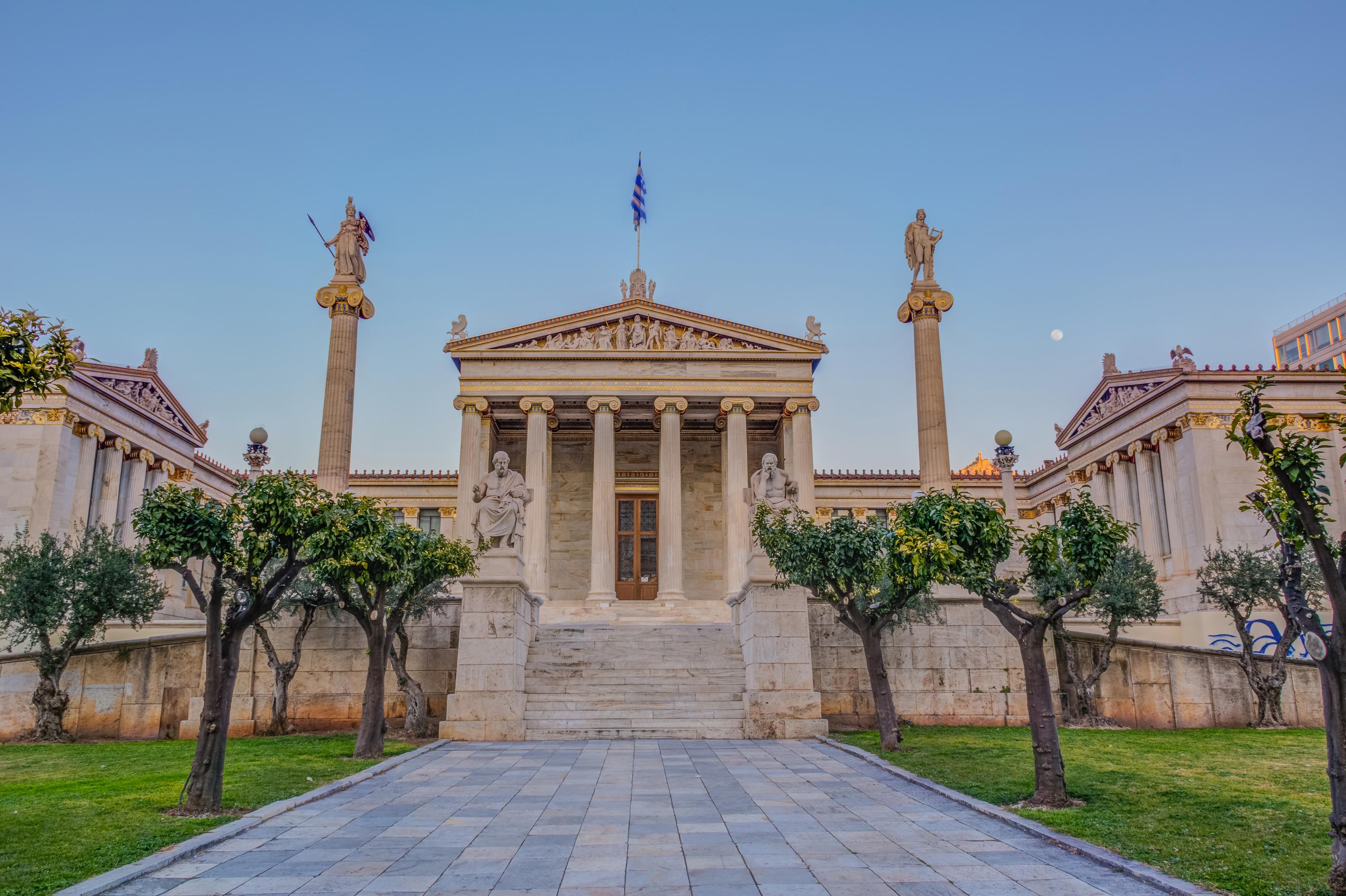
Akademie Athen
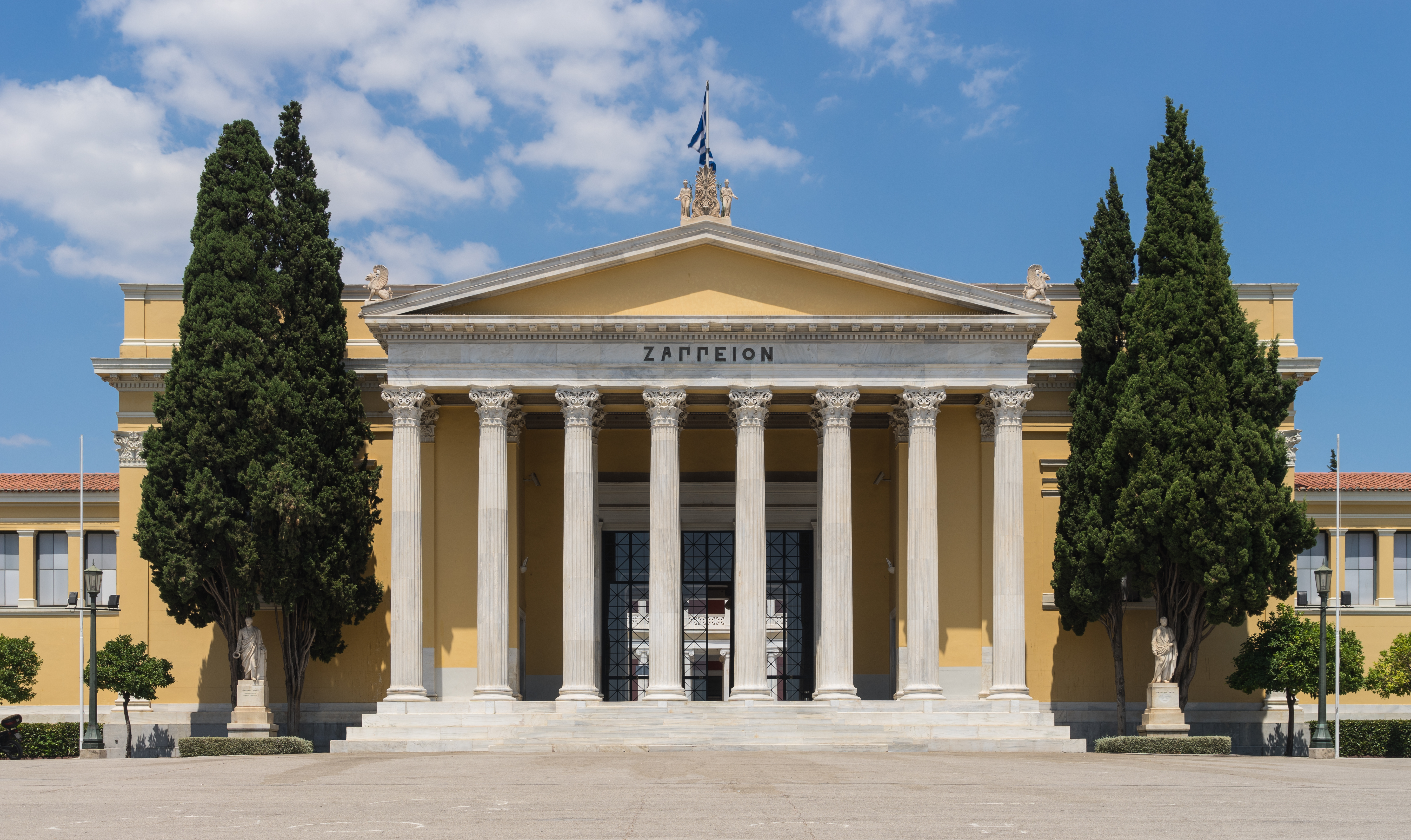
Zappeion Athen
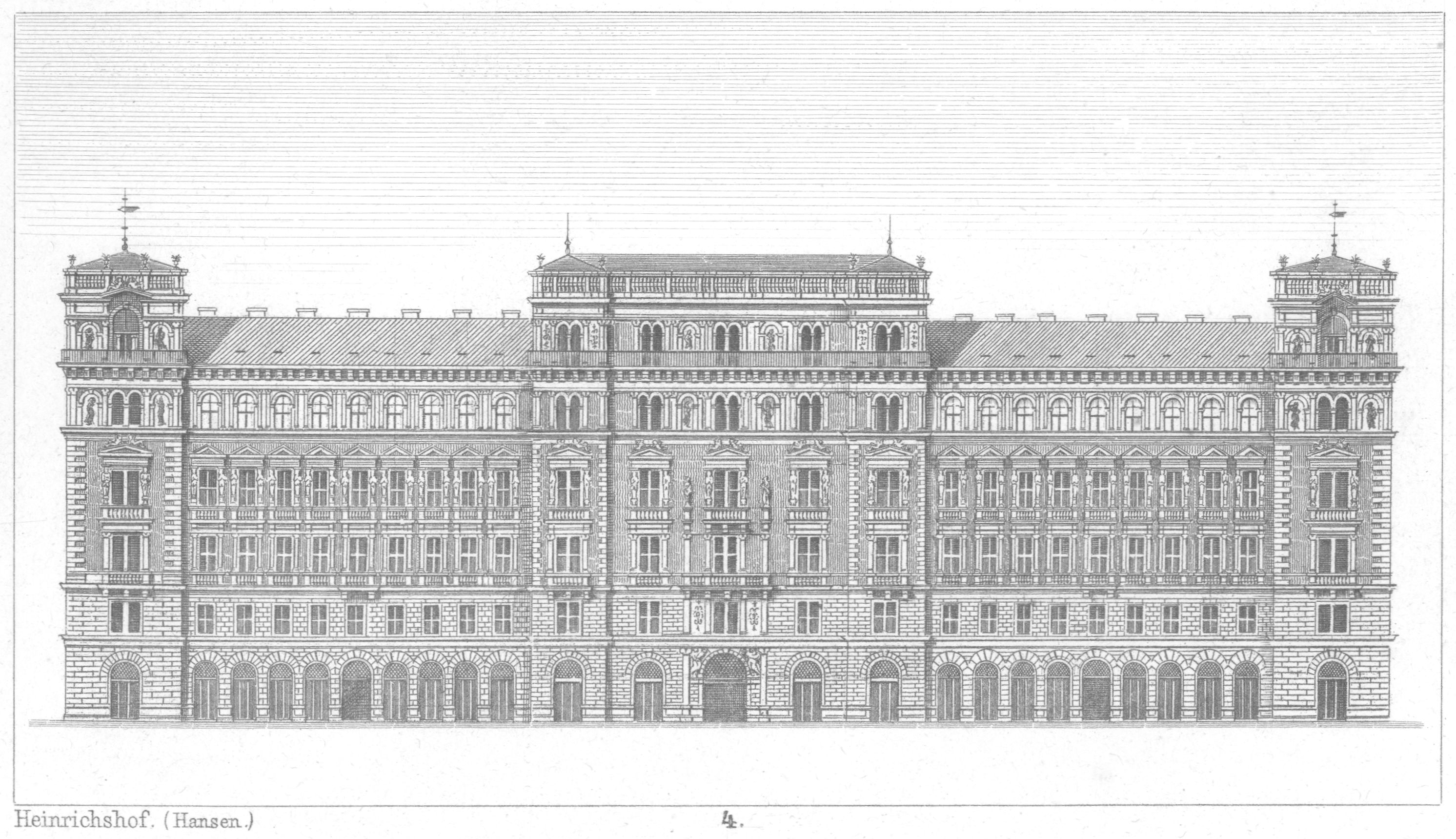
Heinrichshof Wien
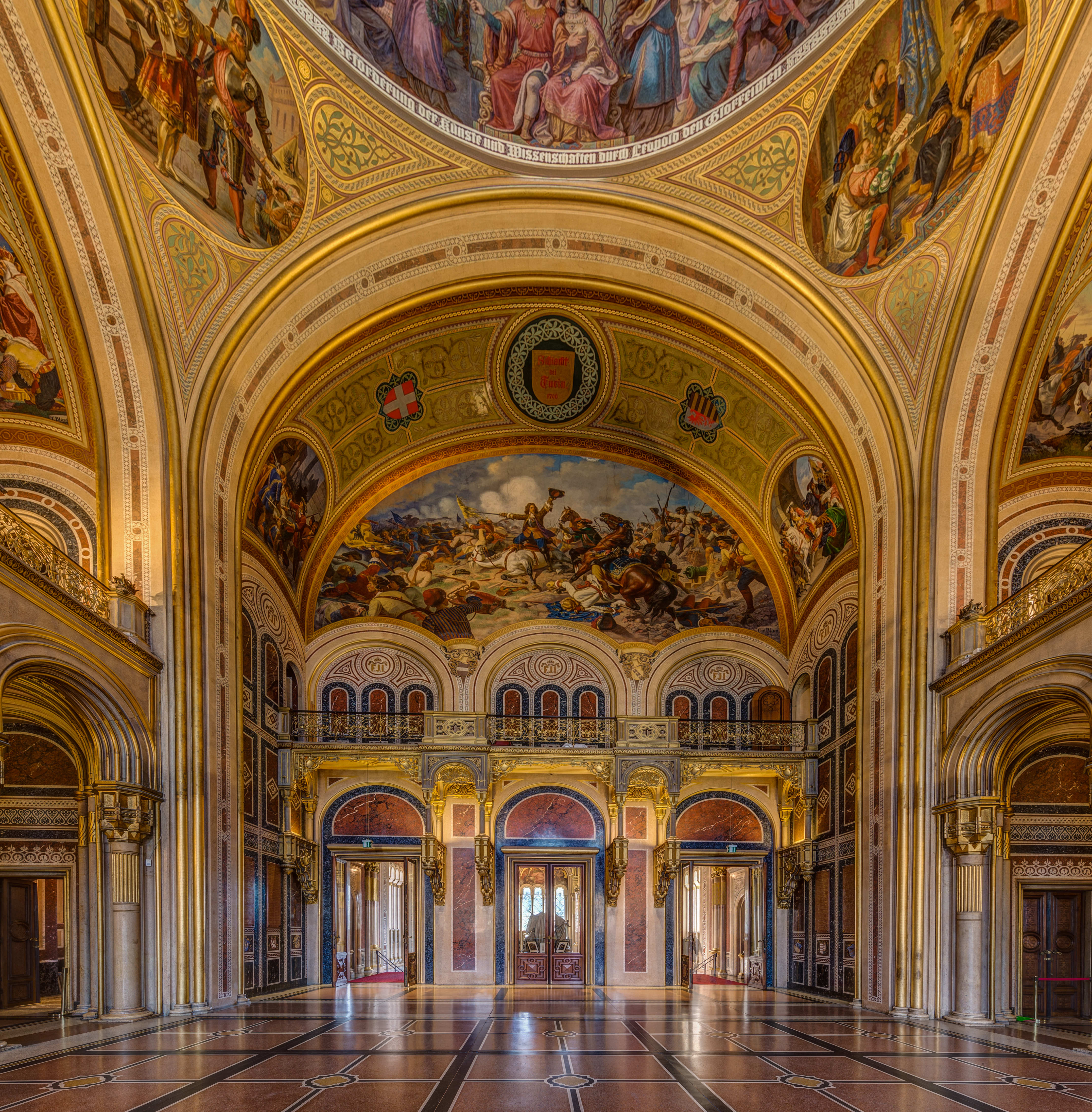
Ruhmeshalle im Arsenal Wien
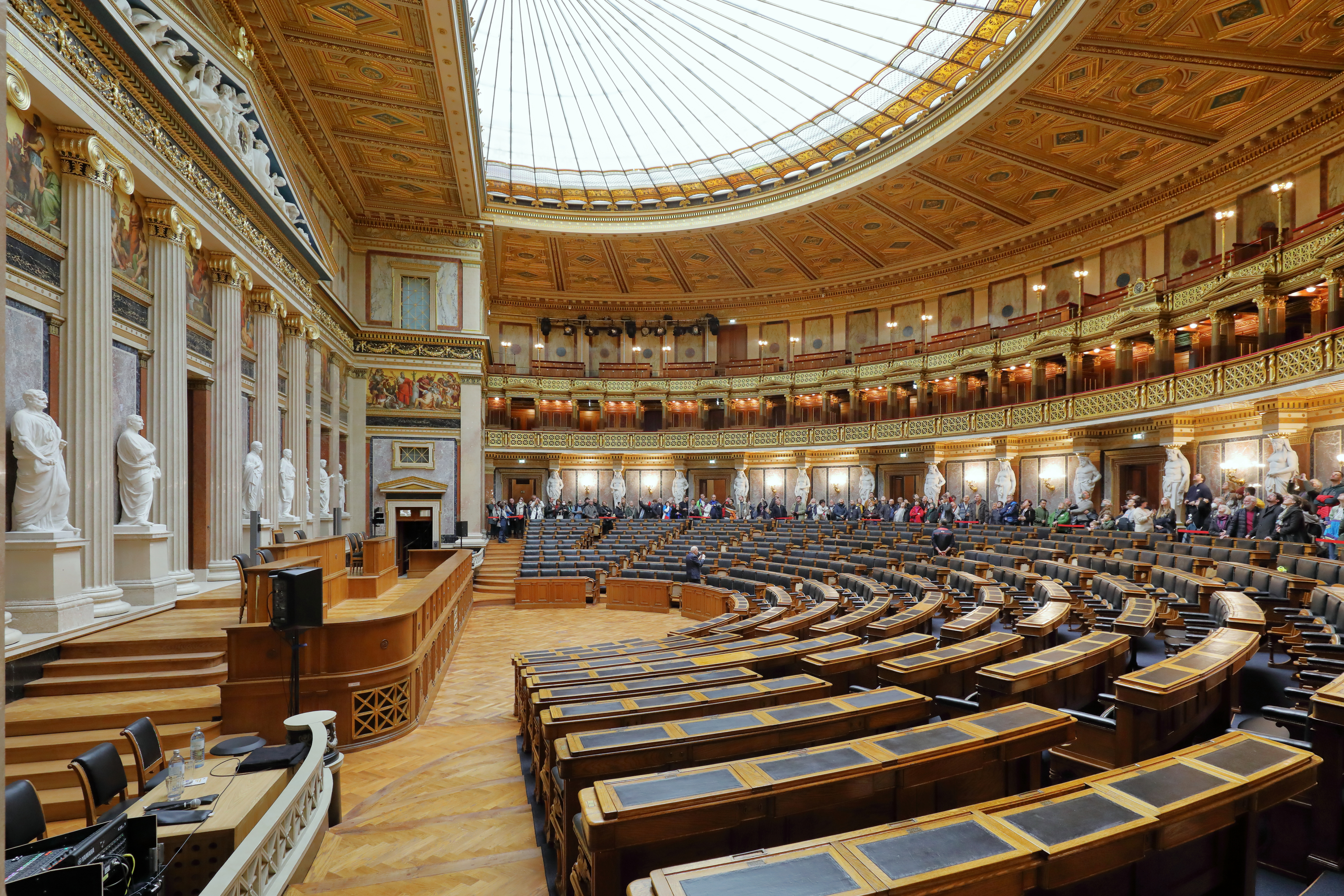
Abgeordnetensaal im Parlament Wien
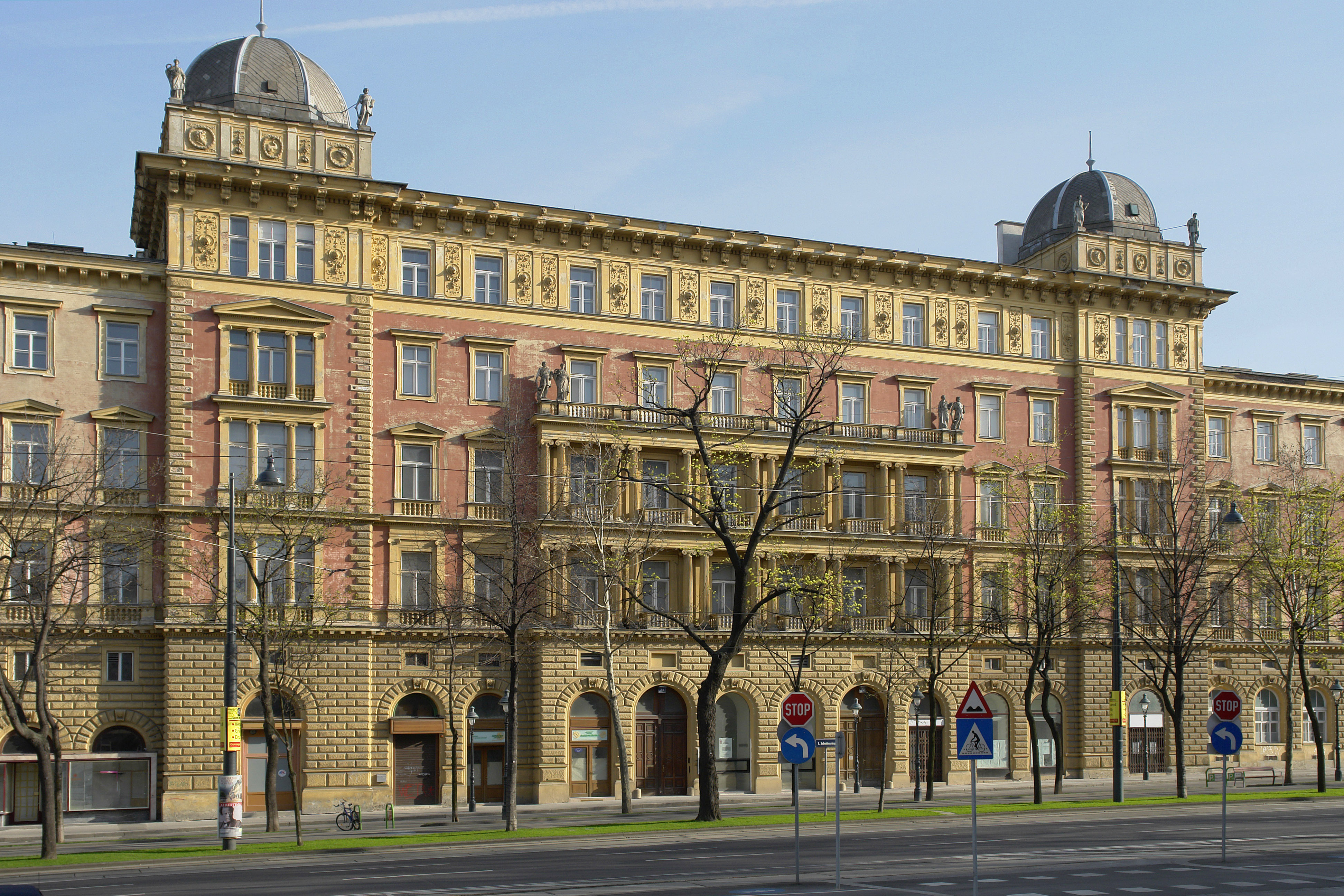
Palais Hansen Wien
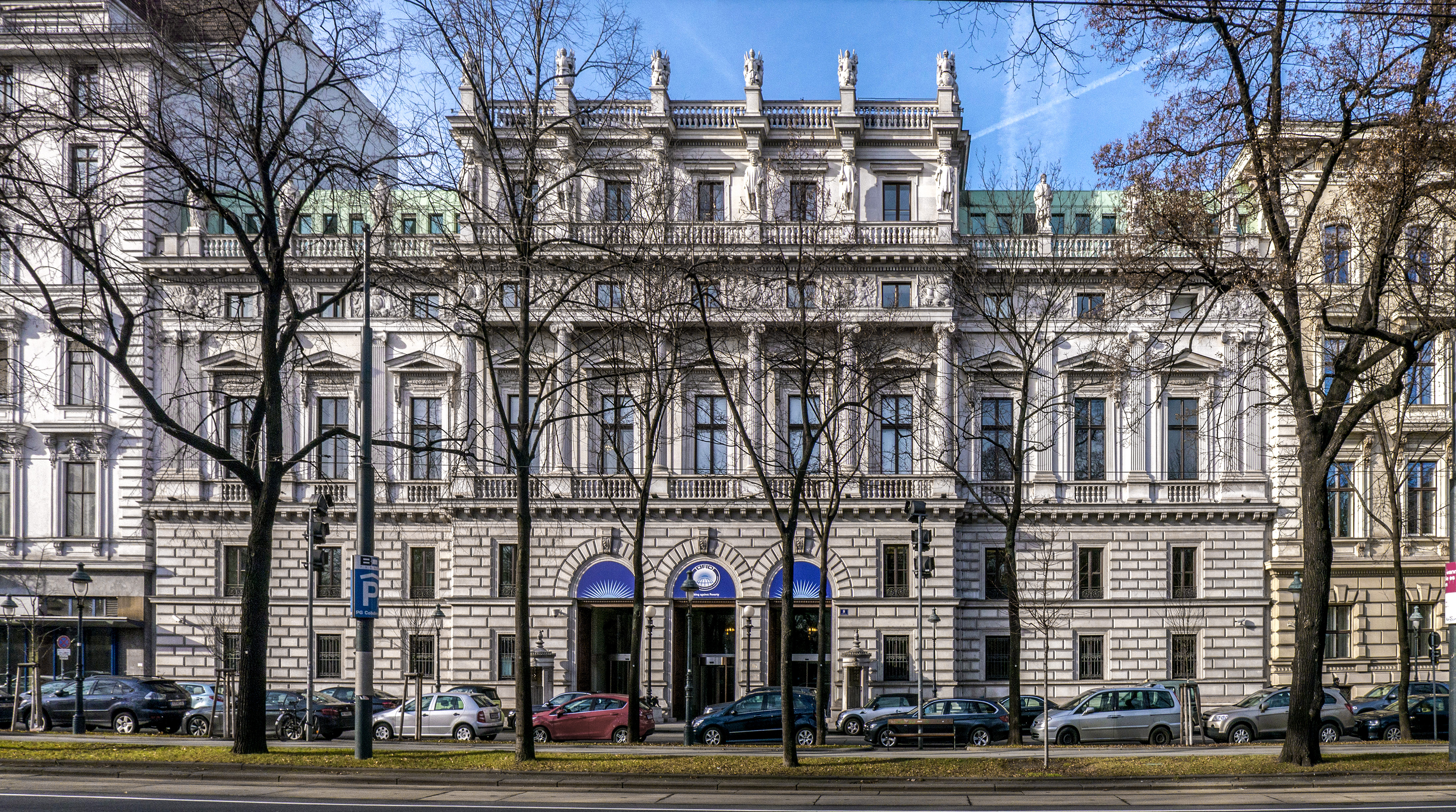
Palais Erzherzog Wilhelm Wien
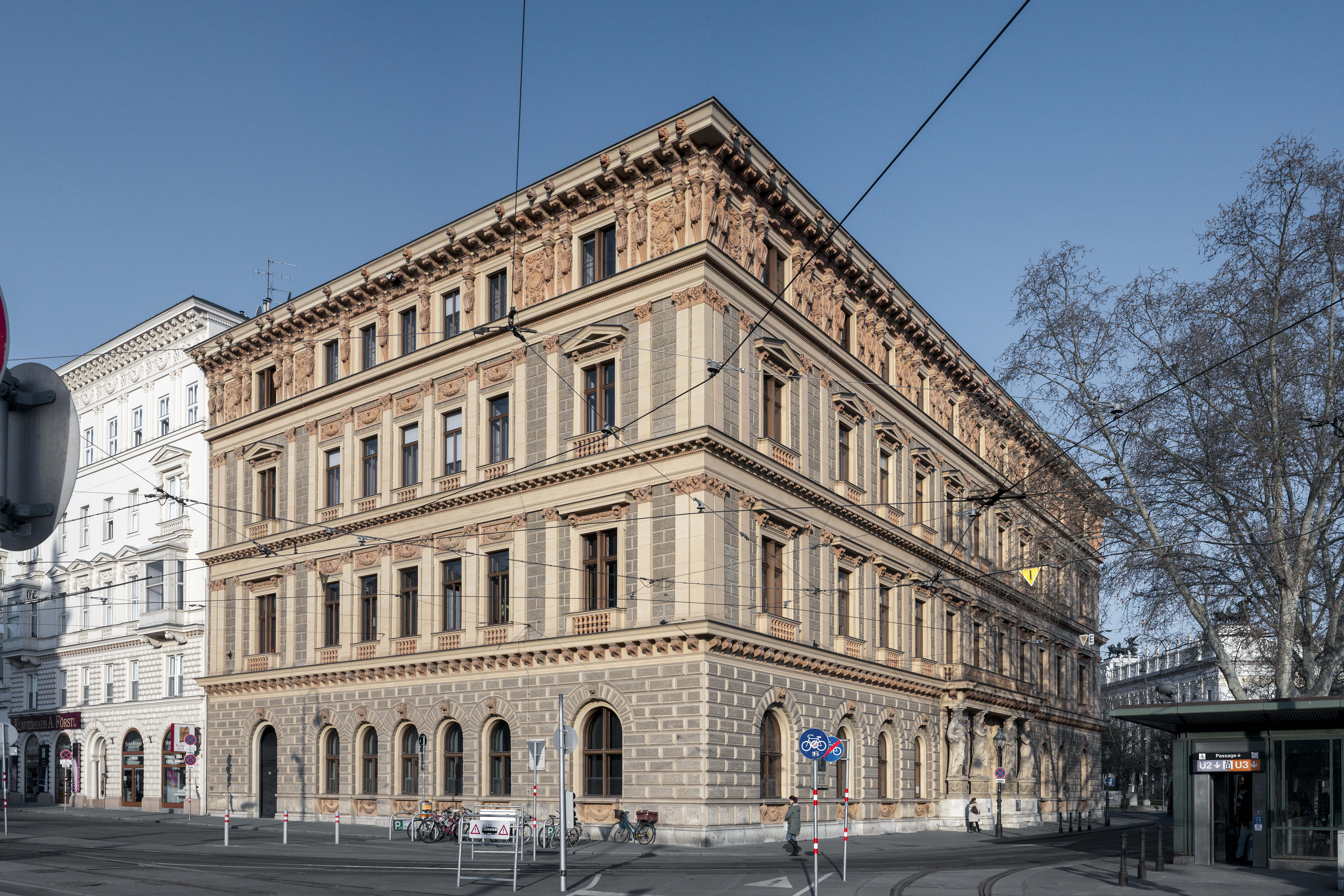
Palais Epstein Wien
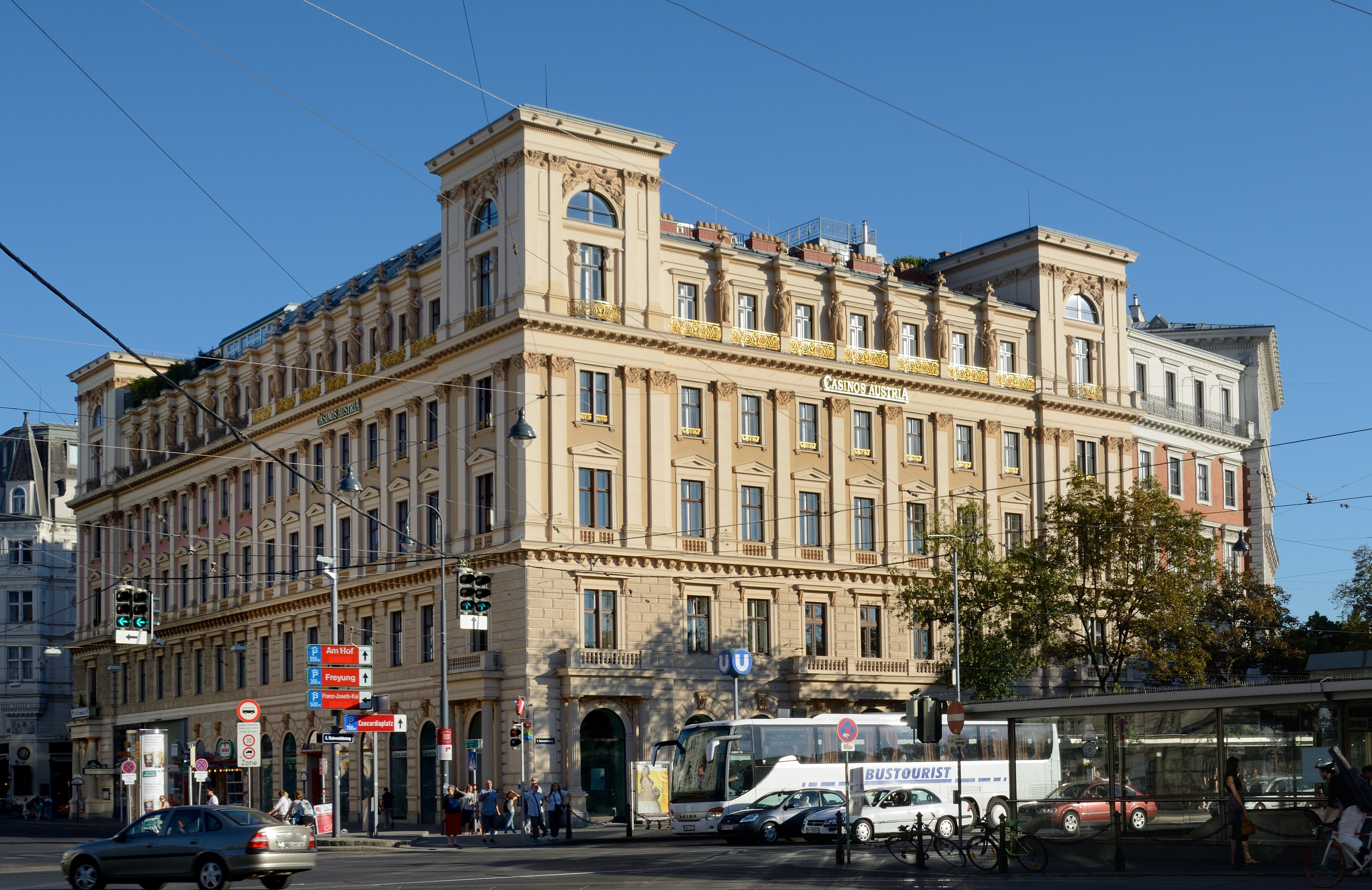
Palais Ephrussi Wien

## Ehrungen

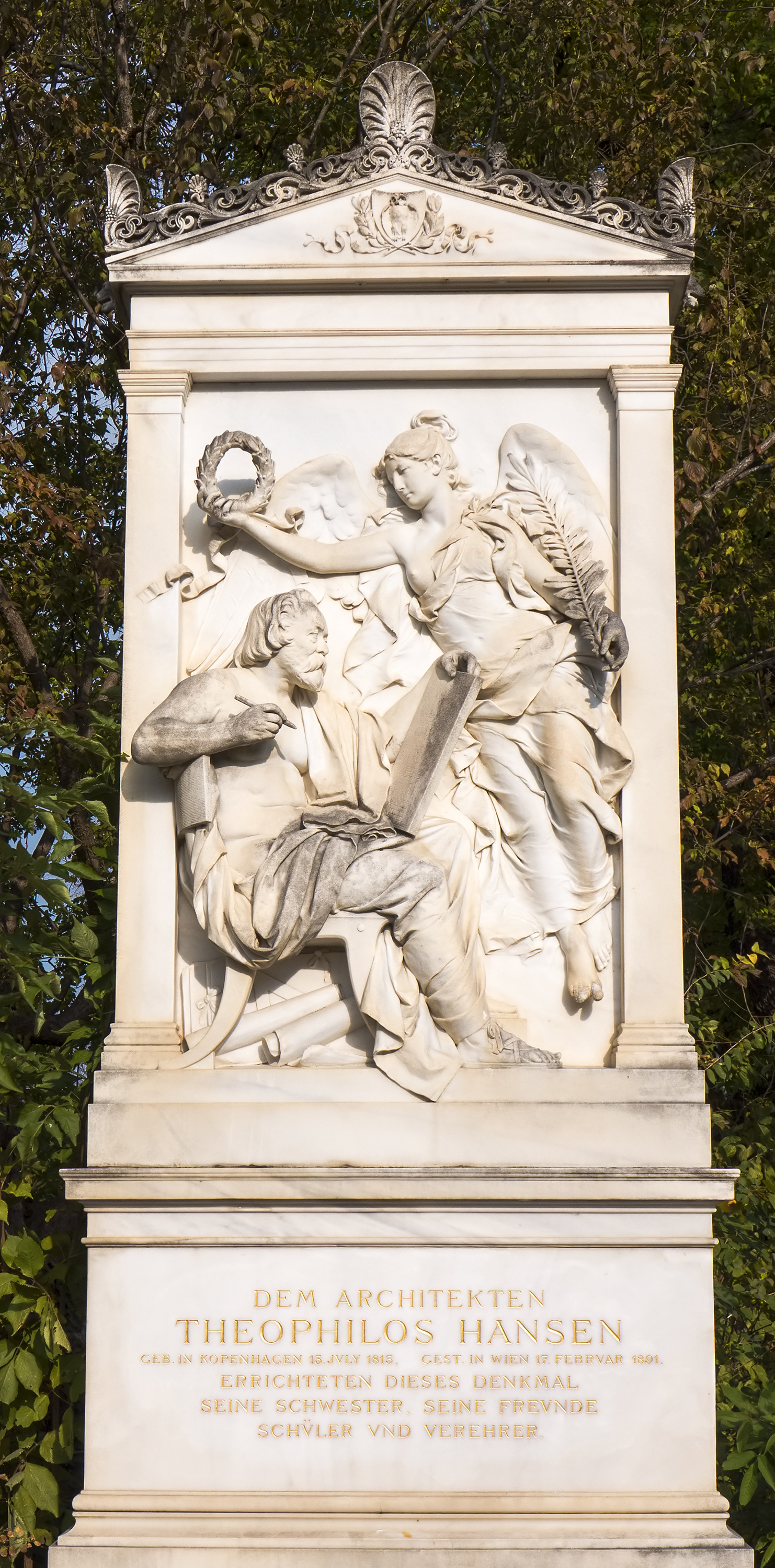
Ehrengrab Hansens auf dem Wiener Zentralfriedhof

Im Jahr 1863 wurde Hansen zum Ehrenbürger der Stadt Wien ernannt. 1867 erhob ihn Kaiser Franz Joseph I. in den Ritterstand. 1868 wurde er als Professor an die Akademie berufen (bis 1883) und 1884 vom Kaiser in den österreichischen Freiherrenstand erhoben.
Er wurde nach seinem Tod 1891 auf dem Matzleinsdorfer Evangelischen Friedhof beigesetzt und 1895 in ein Ehrengrab auf dem Wiener Zentralfriedhof umgebettet (Gruppe 14A, Nummer 20). Der Grabstein stammt von George Niemann und wurde nach dem Vorbild jenes von Franz Schubert gestaltet. (Das Grabdenkmal Schuberts stammt von Hansen.)
1894 benannte die Wiener Stadtverwaltung im 1. Bezirk die Straße unmittelbar hinter dem von Hansen erbauten Palais Epstein neben dem Parlament in Hansenstraße um; Hansen war 1891 im Haus Nr. 3 an dieser Straße gestorben. Die damals noch selbstständige Gemeinde Mauer bei Wien, heute Teil des 23. Bezirks, benannte 1928 die Theophil-Hansen-Gasse, die bis heute so heißt. 1905 wurde am Portikus des Parlaments eine von Hugo Haerdtl geschaffene Bronzebüste Hansens enthüllt.